# Microloxia stenopteraria
Microloxia stenopteraria là một loài bướm đêm trong họ Geometridae.